# Aqueduc de Coutances

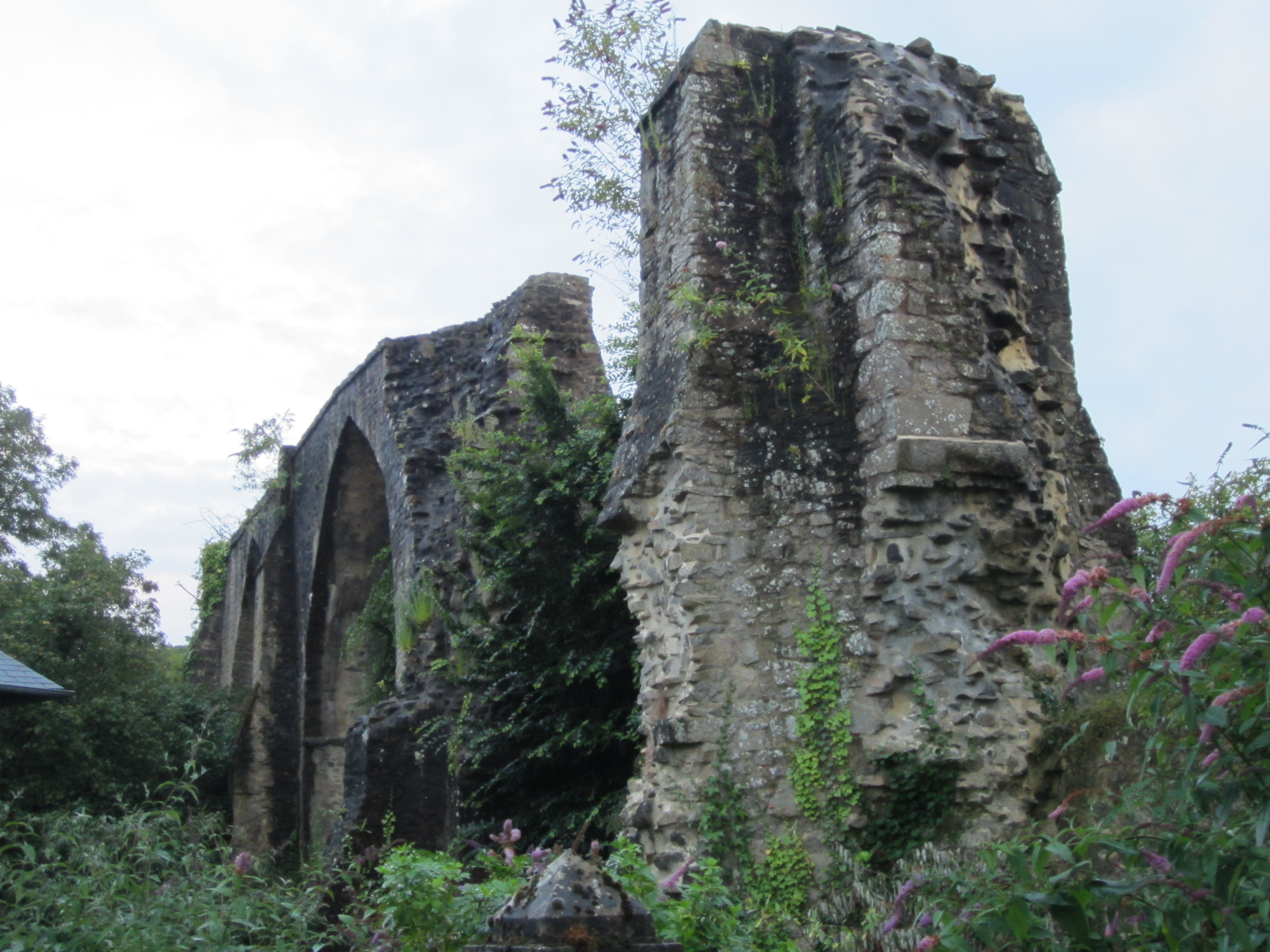
Vestiges de l'aqueduc aujourd'hui.

L'aqueduc de Coutances est un ancien ouvrage destiné à alimenter en eau la ville de Coutances, aujourd'hui dans le département de la Manche, en région Normandie.
L'aqueduc est classé au titre des monuments historiques.

## Historique
Selon les recherches historiques de Louis-François de Fontenu et Charles de Gerville, au XVIIIe et XIXe siècles, un premier aqueduc aurait été construit à l'époque gallo-romaine à l'initiative de Constance Chlore, et détruit par les Normands. Mais aucune trace ne permet de corroborer cette hypothèse.
L'actuel aqueduc aurait été érigé à l'instigation du gouverneur Foulques Pesnel. Sa construction est décidée en 1277 pour acheminer les eaux prélevées à la fontaine de l'Écoulanderie vers le couvent des Dominicains et la ville en traversant la vallée du Bruisard comme il est indiqué dans un acte de Philippe le Hardi.
Robert Cenalis, évêque d'Avranches décrit l'aqueduc dans le livre Gallia historica : « Après un segment souterrain, l'aqueduc sort de terre, la partie aérienne mesure 240 mètres, elle-même divisée en trois. Un premier tronçon court sur un mur, le second composé de seize arcades franchit la vallée du Bruisard avant de repartir sur un mur ». Cinq de ces arches sont de plein cintre, les onze autres en tiers-point.
Utilisant probablement le système du pont-siphon, la conduite acheminait l'eau de 125 mètres d'altitude à 53 mètres, puis la remontait à 92 mètres.
Il est restauré en 1313, et en 1566, après l'incendie du couvent par les huguenots.
Il a été utilisé jusqu'au XVIIe siècle.
Fortement dégradé par le temps, il est désormais réduit à trois arches.
Adolphe Joanne mentionne en 1867 que onze des seize arches sont détruites et qu'une pierre de la seconde arcade, vers la ville porte la date de 1595. Aujourd'hui, il en demeure trois.

## Protection
Au titre des monuments historiques, l'aqueduc est classé par la liste de 1840, et ses abords entre la route et l'aqueduc, et une bande de 25 mètres de largeur à partir de l'aqueduc sont classés par décret du 10 août 1939.

Schéma de l'aqueduc de Coutances.